# Jack Beckinsale
Jack Beckinsale (27 mei 1993) is een Australisch wielrenner.

## Overwinningen
2012
6e etappe Ronde van Gippsland
2014
4e etappe Ronde van Adelaide

## Ploegen
- 2013 –  Huon Salmon-Genesys Wealth Advisers
- 2014 –  Avanti Racing Team
- 2015 –  Avanti Racing Team (vanaf 25-8)

Beckinsale · Clements · Cooper · Crawford · Davis · Donnelly · Dyball · Earle · Flakemore · Giacoppo · Haig · Jones · Lovelock · Robinson · Shaw · K.Walker
Beckinsale · Clark · Cooper · Davis · Donnelly · Dyball · Fetch · Flakemore · Giacoppo · Gunman · Haig · Jones · Law · Lovelock-Fay · O'Brien · Robinson · van der Ploeg